# Pinus rigida
Pinus rigida, el pino bronco, es una especie arbórea de la familia de las Pináceas. Se trata de un pino de pequeño a mediano tamaño (6-30 m), originario del este de Norteamérica. Esta especie ocasionalmente se hibrida con otras especies de pino como el pino taeda, Pinus echinata y Pinus serotina; el último es tratado como una subespecie de P. rigida por algunos botánicos.

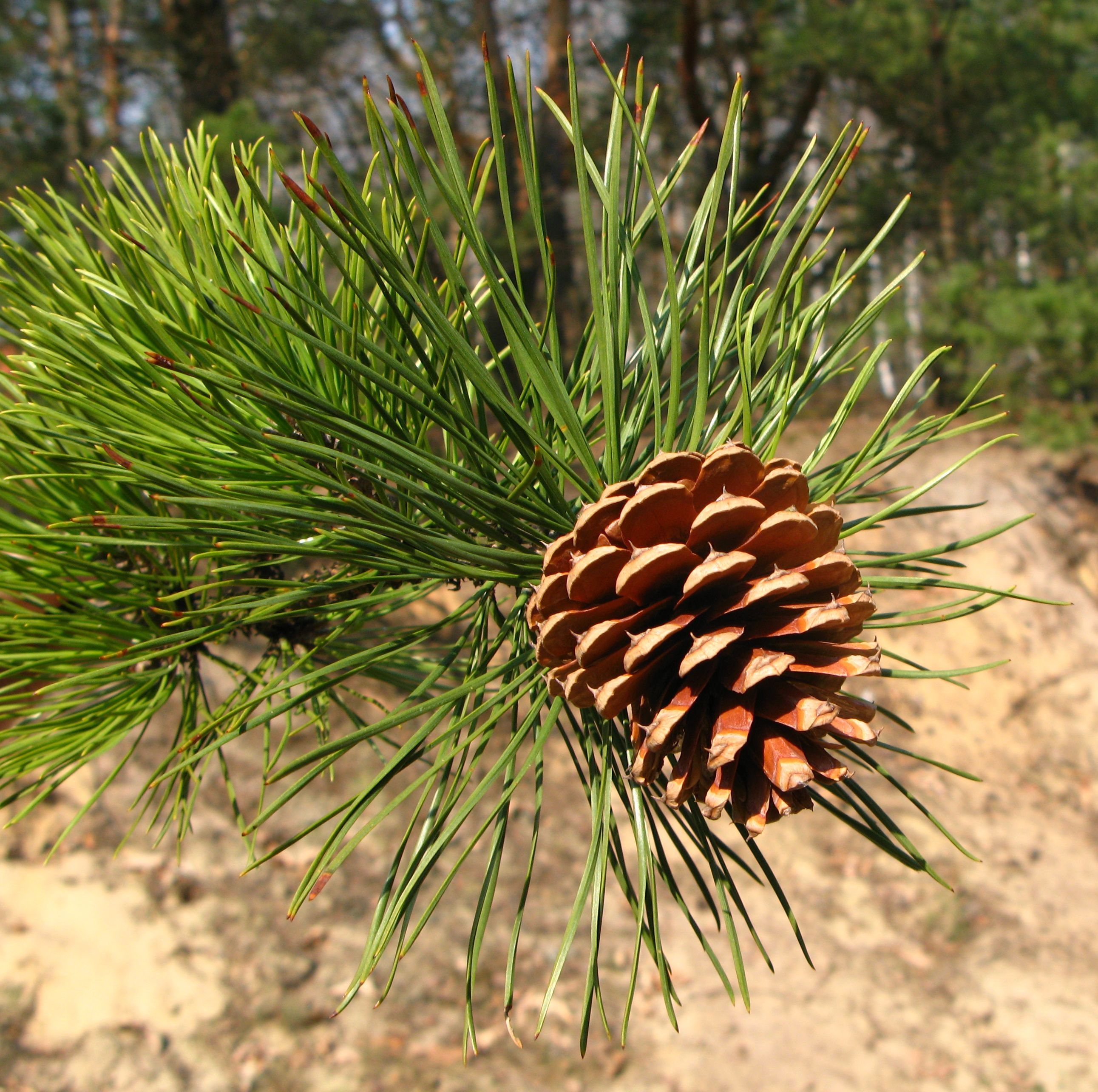
Cono y follaje.

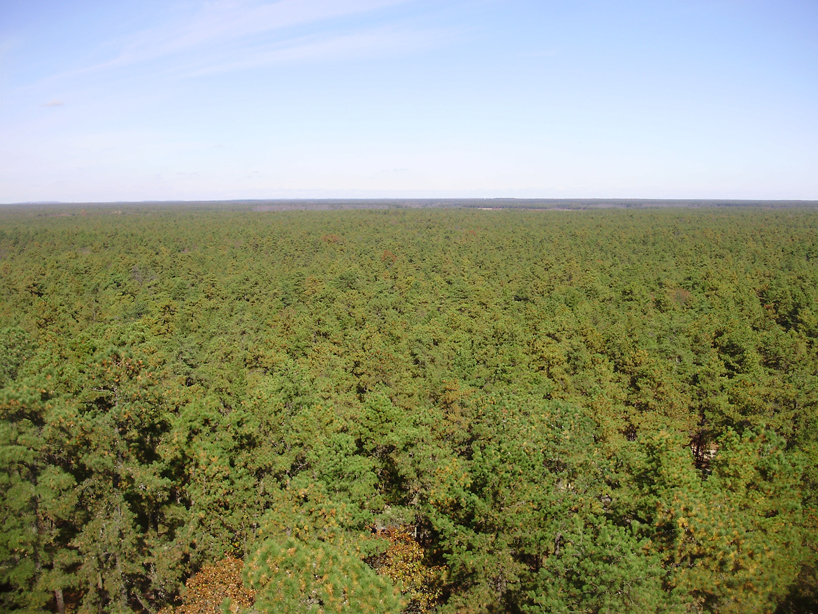
Vista hacia el norte desde una torre antiincendios en la colina Apple Pie en Pine Barrens de Nueva Jersey. El vasto bosque de pinos está casi enteramente formado de pinos broncos (P. rigida).

## Distribución y hábitat
El pino bronco se encuentra principalmente en los Estados Unidos del nordeste, desde Maine y Ohio hasta Kentucky y el norte de Georgia. Unos pocos árboles aparecen en el sur de Quebec y Ontario. Este pino ocupa una variedad de hábitats desde tierras altas arenosas ácidas y áridas hasta las tierras bajas pantanosas, y pueden sobrevivir en condiciones muy pobres; es el árbol principal de las Pine Barrens de Nueva Jersey.

## Descripción
Las acículas están en fascículos de tres, alrededor de 6-13 cm de largo, y son rígidas (sobre 1 mm de ancho) y a menudo ligeramente retorcidos. Los conos tienen 4-7 cm de largo y ovales con espinas en las escamas. La especie es inusual en cuanto que a menudo tiene ramas (llamados brotes epicórmicos) que pueden crecer directamente desde el tronco. Esta es una adaptación al fuego, que permite a los árboles a rebrotar cuando el fuego ha matado la corona; la espesa corteza protege el tronco del daño a menos que el fuego sea muy severo. Los árboles quemados a menudo forman árboles retorcidos y raquíticos con múltiples troncos como un resultado de los rebrotes. Esta característica también hace que sea una especie popular para el bonsái.

## Usos
El pino bronco no es un gran árbol maderero, debido a la frecuencia de troncos múltiples o torcidos; no es una especie de crecimiento rápido como otros pinos del este de Norteamérica. Sin embargo, crece bien en lugares desfavorables. En el pasado, fue una gran fuente de brea y madera para la construcción de embarcaciones, vigas de minas y traviesas de ferrocarril, debido a que el alto contenido en resina de la madera lo conserva de la podredumbre. La madera del pino bronco también se usaba para construir torres de radio para la construcción en Alemania como Muehlacker y en Ismaning. Hoy en día el pino bronco se usa principalmente para la construcción, pulpa, cajones y combustible.

## Taxonomía
Pinus rigida fue descrita por Philip Miller  y publicado en The Gardeners Dictionary:... eighth edition no. 10. 1768.
Etimología
Pinus: nombre genérico dado en latín al pino.
rigida: epíteto latino que significa "rígida".
Sinonimia
- Pinus fraseri Lodd.
- Pinus loddigesii Loudon
- Pinus rigida f. globosa Allard
- Pinus taeda var. rigida (Mill.) Aiton[7][8]